# 马宁宇
马宁宇（1976年10月—），陕西西安人。男，汉族。2003年7月参加工作，1994年12月加入中国共产党。清华大学自动化系控制理论与控制工程专业毕业，研究生学历，工学博士。中华人民共和国政治人物。

## 生平
2005年3月，任中共贵阳市乌当区委常委、区政府副区长。2006年6月，任中共贵阳市小河区委委员、贵阳经济技术开发区工委委员、管委会副主任、区政府常务副区长、党组副书记。2008年7月，任中共贵阳经济技术开发区工委书记、贵阳市小河区区委书记。2011年7月，任共青团贵州省委书记、党组书记，是当时全国最年轻的省级团委书记。2014年5月，任贵州省经济和信息化委员会党组副书记、常务副主任，省委国防工委副书记（正厅长级）。2015年9月，任贵州省经济和信息化委员会主任。2016年10月，任贵州省人民政府副秘书长、贵州省大数据局局长。2021年10月，出任中共贵阳市委副书记、市长，贵安新区党工委副书记、管委会主任。
2024年8月6日，马宁宇因涉嫌严重违纪违法而接受贵州省纪委监委纪律审查和监察调查。在落马的前一天，马宁宇曾前往贵阳市观山湖区宣讲二十届三中全会精神并调研贵州民族文化园规划建设情况，这也是他落马前最后一次参加公开活动。公开资料显示，马宁宇的落马正值中共贵州省十三届委员会第五轮巡视第一巡视组进驻贵阳市期间。同年11月28日，被贵州省第十四届人大常委会第十三次会议罢免第十四届全国人民代表大会代表职务。